# Музей київського відділу Імператорського Товариства правильного полювання
Музей київського відділу Імператорського Товариства правильного полювання

Засноване в Києві 1888 товариство ставило собі за мету «протистояти нещадному винищенню птахів і корисних звірів», виконанню якої мав сприяти також його музей. Велику роль у розбудові музею відіграв видатний київський архітектор В.Городецький. Упродовж 1899—1912 він здійснив 6 мисливських експедицій у Бакинську губернію, Закаспійський і Туркестанський краї, на Алтай, Семиріччя і в Західний Сибір, прикордонні області Персії (нині Іран), Афганістану, а також в Африку, звідки привіз екземпляри надзвичайно рідкісних тварин і птахів. Основу музейного зібрання складали його колекції (179 із 272 одиниць опудал птахів, 25 із 73 — звірів). Збірка постійно поповнювалася також зразками тваринного світу України. На початку 20 ст. вона складалася з таких колекцій: звірів (кабан, ведмідь, тур, лань, рись, горностай, куниця, їжатець, вовк, крокодил, голови африканської антилопи, носорогів, бабуїна, гієни, зебри, шакала та багато ін.), птахів (королівський фазан, кавказький тетерук, дрофа, пелікан, лебідь, турухтан, фламінго, сич, африканські птахи тощо), приладь полювання і зброї. У приміщенні товариства на вул. Хрещатик, 25, було представлено близько 500 експонатів. З 1907 року почалася співпраця з Київським товариством любителів природи. 
В 1918 р., внаслідок обстрілу Києва, під час пожежі будинку, загинули більша частина експонатів та архів товариства. Частину матеріалів було передано Російському географічному товариству в Санкт-Петербург, якісь рештки залишилися для Зоологічного музею.